# Ванон (Верона)
Ванон је насеље у Италији у округу Верона, региону Венето.
Према процени из 2011. у насељу је живело 4 становника. Насеље се налази на надморској висини од 89 м.